# B̈
B̈ (minuskule b̈) je speciální písmeno latinky. Nazývá se B s přehláskou. V současnosti se již toto písmeno nepoužívá, ale dříve se používalo v přepisu dnes již nepoužívané manichejské abecedy, kde ho reprezentoval znak bheth (𐫂). V Unicode je majuskulní tvar sekvence <U+0042, U+0308> a minuskulní <U+0062, U+0308>.